# El misterio de la cripta embrujada
El misterio de la cripta embrujada es una novela escrita por el autor español Eduardo Mendoza en 1978. La novela es del género del pícaro, misterio y policíaca. La acción transcurre en Barcelona, en los últimos años 1970.

## Contexto
Después del éxito de su primera obra, La verdad sobre el caso Savolta, con la que logró el Premio de la Crítica, Eduardo Mendoza se enfrentaba a la difícil tarea de escribir una segunda novela. Marchó a Nueva York, donde trabajaba como traductor para la Organización de Naciones Unidas, abandonando aquella España, en palabras del autor, "triste, amarga y violenta", y escribió “divirtiéndome como nunca lo había hecho". Finalizó el manuscrito en una semana y lo envió a la editorial Seix Barral, que ya había publicado su primera novela. Seix Barral publicó El Misterio de la cripta embrujada en 1978.

## Sinopsis

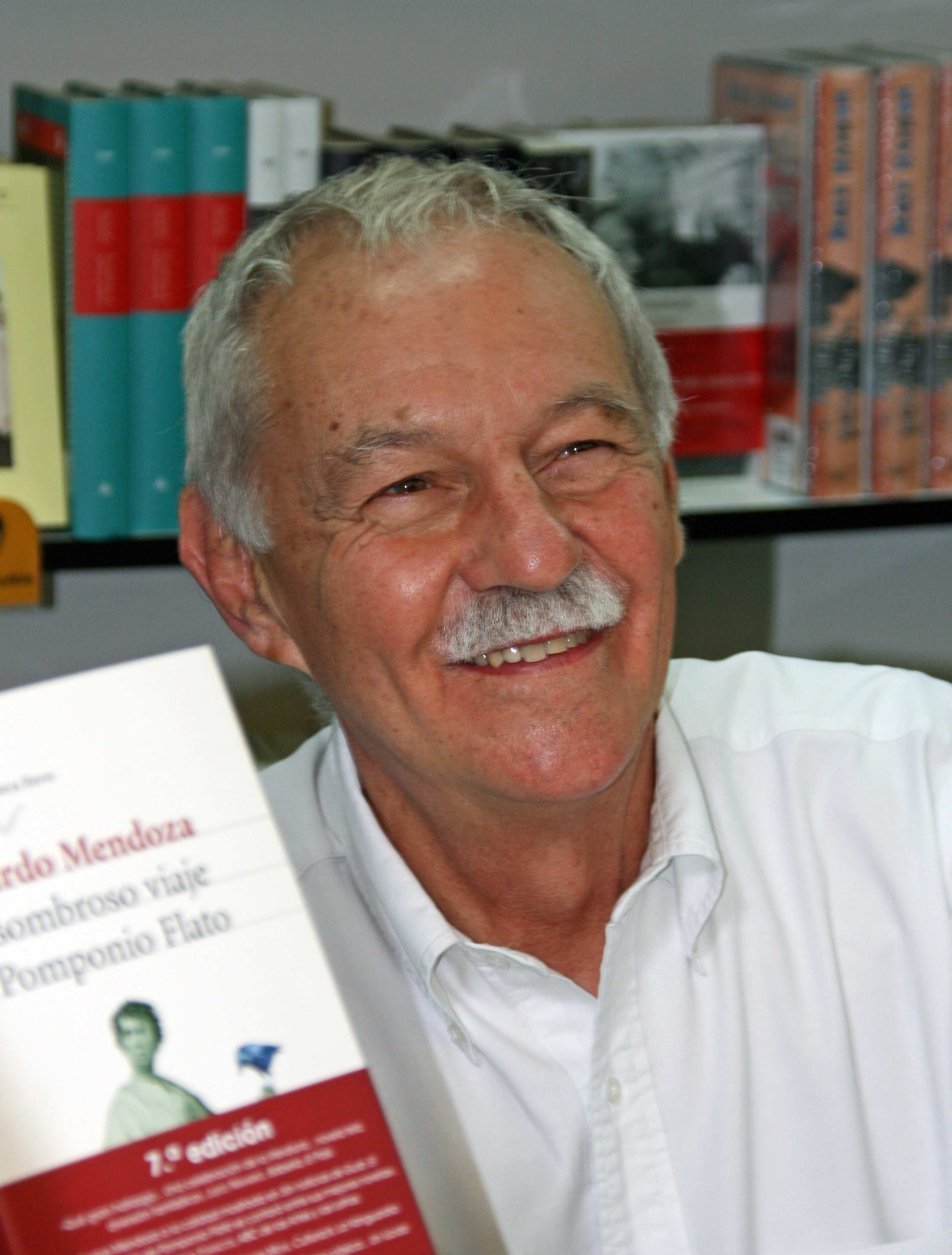
El autor en 2008

El comisario Flores es un inspector de la Brigada de Investigación Criminal. Ante el caso de la desaparición de una niña de un colegio internado de madres lazaristas, el inspector decide buscar ayuda en un antiguo criminal depravado que está interno en un manicomio. Así llegan a un trato entre el interno y el comisario: si ayuda a resolver el caso, se ganará la libertad.
Tras liberar al interno del manicomio, éste volverá a Barcelona tras cinco años de internamiento. Aunque ha recuperado el control de sí mismo, sigue teniendo su viejo instinto que le permite inventarse identidades, suplantar a otros o abrir puertas sin llaves. Volverá a ver a su hermana y se involucrará en una historia en la que un adinerado industrial catalán quiere esconder el cuerpo de un muerto. Intentando tapar esta muerte se producirán delitos varios (muertes, drogas...), que el exinterno conseguirá resolver con la ayuda de una exalumna del colegio, Mercedes.

## Traducciones
La novela ha sido traducida a nueve idiomas. En alemán ha sido publicada por la editorial "Suhrkamp", en francés por Éditions du Seuil, en italiano por Feltrinelli, en holandés por Arena, en noruego por Aschehoug, en portugués por Companhia das Letras en Brasil y Afrontamento en Portugal, en griego por Aster, por Telegram en inglés y en polaco por Znak